# Oskar Zawada
Oskar Zawada (Olsztyn, 1 februari 1996) is een Poolse profvoetballer die bij voorkeur als centrumspits speelt. Hij verruilde RKC Waalwijk in juli 2025 voor FC Groningen.

## Clubcarrière

### Jeugd
Zawada begon te voetballen bij Stomil Olsztyn. In de zomer van 2012 werd hij overgenomen door de jeugdopleiding van Bundesligaclub VfL Wolfsburg. In het seizoen 2012/13 zou hij uitkomen voor het U-17 van de club. Met 19 doelpunten in 19 wedstrijden werd Zawada topscoorder van de B-Jeugd Bundesliga regio Noord/Noordoost. In datzelfde jaar maakte hij tevens 3 maal zijn opwachting in het U-19 team, dat Duits A-Jeugd kampioen wist te worden. 
In het seizoen 2013/14 was Zawada een vast onderdeel van de A-Jeugd en wist hij in 21 wedstrijden 19 keer te scoren. Daarnaast speelde hij zijn eerste wedstrijden voor het tweede team van Wolfsburg, uitkomend in de Regionalliga Nord het vierde niveau van Duitsland. In 2014/15 maakte hij voor de A-Jeugd 16 doelpunten in 15 wedstrijden, en 1 voor het tweede team in zeven optredens.

### VfL Wolfsburg
In Juli 2014 tekende Zawada zijn eerste profcontract voor VfL Wolfsburg dat hem tot 30 juni 2018 aan de club verbond.  Met het tekenen van dit contract stroomde hij in het seizoen 2015/16 door naar het eerste elftal van de club, wel zou hij nog wedstrijden spelen voor het tweede elftal van de club.

#### Verhuur aan FC Twente
Op 1 februari 2016 maakte Zawada tot het eind van het seizoen 2015/16 op huurbasis de overstap naar FC Twente in de Eredivisie. Op 6 februari maakte hij zijn debuut in de 3-1 gewonnen uitwedstrijd tegen SC Heerenveen, toen hij in de blessuretijd voor Zakaria El Azzouzi het veld in kwam. Zijn eerste wedstrijd in de basis speelde hij, na enkel minuten als invaller te hebben gemaakt, op 2 april tegen Willem II toen hij de geschorste El Azzouzi verving, in de 87e minuut werd hij gewisseld voor Tim Hölscher. In totaal kwam hij elf wedstrijden uit voor het team.

### Verdere carrière
Na zijn verblijf bij Twente vertrok Zawada naar Karlsruher SC. Daarna keerde hij terug naar Polen. In 2021 ging hij een nieuw buitenlands avontuur aan in Zuid-Korea bij Jeju United. Via Stal Mielec verkaste hij in 2022 naar Wellington Phoenix. 

### RKC Waalwijk
In 2024 kwam hij opnieuw naar Nederland en werd Zawada aanvoerder van RKC Waalwijk. In zijn tweede wedstrijd tegen FC Groningen kreeg hij een rode kaart na een vermeende koopstoot aan Groningen-doelman Etienne Vaessen. Toch werd hij een succes bij RKC Waalwijk. Hij werd clubtopscorer met elf goals in alle competities, maar degradeerde desalniettemin met RKC uit de Eredivisie.

### FC Groningen
Zelf bleef Zawada spelen in de Eredivisie, want hij verruilde RKC in juli 2025 voor FC Groningen. Daar tekende hij voor drie seizoenen. 

## Clubstatistieken
| Seizoen | Club               | Competitie        | Competitie | Competitie | Beker | Beker | Totaal | Totaal |
| Seizoen | Club               | Competitie        | Wed.       | Dlp.       | Wed.  | Dlp.  | Wed.   | Dlp.   |
| ------- | ------------------ | ----------------- | ---------- | ---------- | ----- | ----- | ------ | ------ |
| 2014/15 | VfL Wolfsburg II   | Regionalliga Nord | 8          | 1          | 0     | 0     | 8      | 1      |
| 2015/16 | VfL Wolfsburg II   | Regionalliga Nord | 4          | 2          | 0     | 0     | 4      | 2      |
| 2016/17 | → FC Twente        | Eredivisie        | 11         | 0          | 0     | 0     | 11     | 0      |
| 2016/17 | Karlsruher SC      | 2. Bundesliga     | 8          | 2          | 0     | 0     | 8      | 2      |
| 2017/18 | Karlsruher SC      | 3. Liga           | 6          | 0          | 1     | 0     | 7      | 0      |
| 2017/18 | Wisła Płock        | Ekstraklasa       | 9          | 0          | 0     | 0     | 9      | 0      |
| 2018/19 | Wisła Płock        | Ekstraklasa       | 23         | 6          | 3     | 1     | 26     | 7      |
| 2019/20 | Wisła Płock        | Ekstraklasa       | 7          | 0          | 2     | 1     | 9      | 1      |
| 2019/20 | → Arka Gdynia      | Ekstraklasa       | 12         | 1          | 0     | 0     | 12     | 1      |
| 2020/21 | Raków Częstochowa  | Ekstraklasa       | 7          | 1          | 1     | 0     | 8      | 1      |
| 2021    | Jeju United        | K League          | 10         | 0          | 0     | 0     | 10     | 0      |
| 2021/22 | Stal Mielec        | Ekstraklasa       | 10         | 3          | 0     | 0     | 10     | 3      |
| 2022/23 | Wellington Phoenix | A-League          | 26         | 15         | 0     | 0     | 26     | 15     |
| 2023/24 | Wellington Phoenix | A-League          | 14         | 7          | 2     | 0     | 16     | 7      |
| 2024/25 | RKC Waalwijk       | Eredivisie        | 20         | 9          | 3     | 2     | 23     | 11     |
| 2025/26 | FC Groningen       | Eredivisie        | 0          | 0          | 0     | 0     | 0      | 0      |
| Totaal  | Totaal             | Totaal            | 186        | 47         | 12    | 4     | 198    | 51     |

Bijgewerkt t/m 31 juli 2025.

## Interlandcarrière
Zawada heeft vanaf de Onder 15 elk Pools jeugdteam vertegenwoordigd.